# Johann Hermann Franz Kasimir Leo
Johann Hermann Franz Kasimir Leo (* 15. März 1794 in Königsberg; † 15. Juni 1869 in Brandenburg an der Havel) war ein preußischer Generalmajor.

## Leben

### Herkunft
Seine Eltern waren der Justizrat Gottlieb Ephraim Leo und dessen Ehefrau Karoline Dorothea, geborene Golz. Der Generalleutnant Otto Leo (1793–1865) war sein Bruder.

### Militärkarriere
Leo trat am 9. August 1808 als Kanonier in die Ostpreußische Artilleriebrigade der Preußischen Armee ein und avancierte bis Mitte April 1811 zum Sekondeleutnant. Während der Befreiungskriege befand er sich bei den Belagerungen von Spandau, Wittenberg, Maubeuge, Landrecies, Philippeville, Rocroy und Givet sowie den Schlachten bei Großbeeren, Dennewitz, Leipzig, Ligny und Belle Alliance. Bei Ligny erwarb er sich das Eiserne Kreuz II. Klasse.
Am 19. Juni 1815 erhielt Leo die Beförderung zum Premierleutnant und kam am 22. Mai 1816 als Kapitän in die 5. Artillerie-Brigade. Am 15. Februar 1830 folgte seine Versetzung als Artillerieoffizier vom Platz in die Festung Torgau. Mit der Beförderung zum Major wurde Leo am 22. Januar 1832 als fünfter Stabsoffizier in die 6. Artillerie-Brigade versetzt und fungierte zugleich als Mitglied der Artillerie-Prüfungskommission. Am 2. Januar 1837 kam er als Abteilungskommandeur in die 7. Artillerie-Brigade und stieg im April 1842 zum Oberstleutnant auf. Mit dem Rang und den Gebührnisses eines Abteilungskommandeur erfolgte am 26. Juni 1843 seine Ernennung zum Inspekteur der Artilleriewerkstätten. In dieser Stellung erhielt Leo am 23. September 1844 den Roten Adlerorden IV. Klasse und avancierte am 22. März 1845 zum Oberst. Unter Verleihung des Charakters als Generalmajor nahm er am 28. Dezember 1847 seinen Abschied mit Pension. Er starb am 15. Juni 1869 in Brandenburg an der Havel.

### Familie
Leo heiratete am 22. Oktober 1824 in Gumbinnen Alceste Heliodore Leo (1805–1882), die Tochter des Präsidenten Gustav Adolf Ferdinand Heinrich Leo aus Posen.